# Peuple invisible
Peuple invisible (anglais : Invisible People) est une bande dessinée de Will Eisner publiée chez Kitchen Sink Press en 1992 et traduite en français la même année chez Comics USA. 

## Récompenses
- 1993 : Prix Harvey du meilleur scénariste et du meilleur auteur